# Faramontanos de Tábara
Faramontanos de Tábara è un comune spagnolo di 505 abitanti situato nella comunità autonoma di Castiglia e León.